# صندلان
صَنْدَلان أو تُوز صَنْدَلي أو صندَلين  نوع من التوز مستوطن في جنوب سلسلة جبال الغات الشرقية في جنوب الهند. تقدر قيمة هذه الشجرة باللون الأحمر الغني لخشبها. يُعدُّ خشبه غير عطري. ومع ذلك كان هناك ارتفاع ملحوظ في استخدام خشب الصندل الأحمر في السنوات الأخيرة عنصراً من مكونات البخور، وخاصة في الغرب. لا ينبغي الخلط بين الشجرة وأشجار خشب الصندل التي تنمو محلياً في جنوب الهند. شجرته كبيرة القد. أزهاره طيبة.

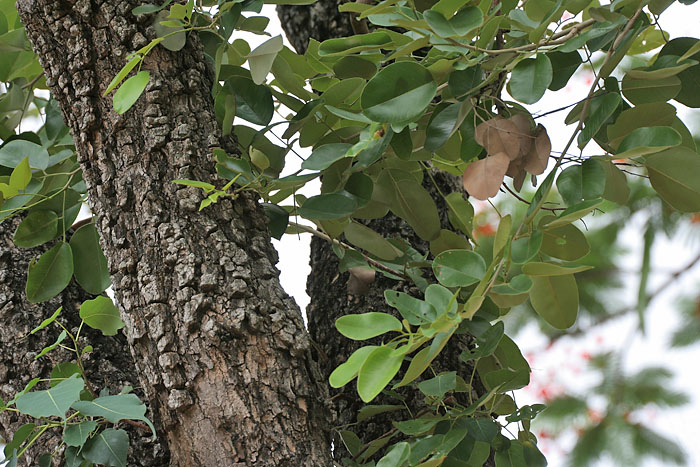
في غابة تلقونة، في منطقة جيتور بولاية أندرا برديش، الهند.

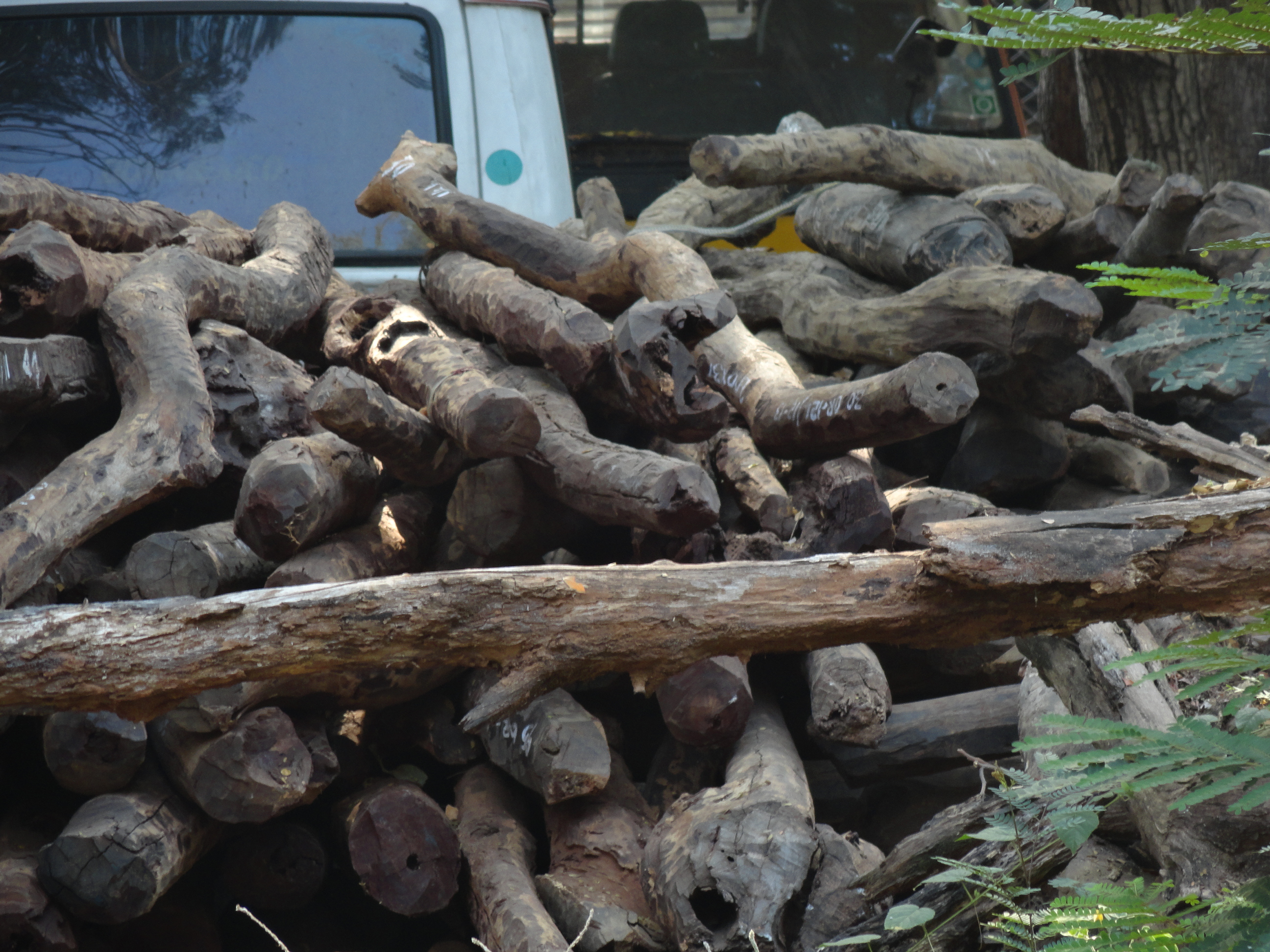
مصادرة جذوع خشب الصندلان في مكتب الأحراج، تيروباتي

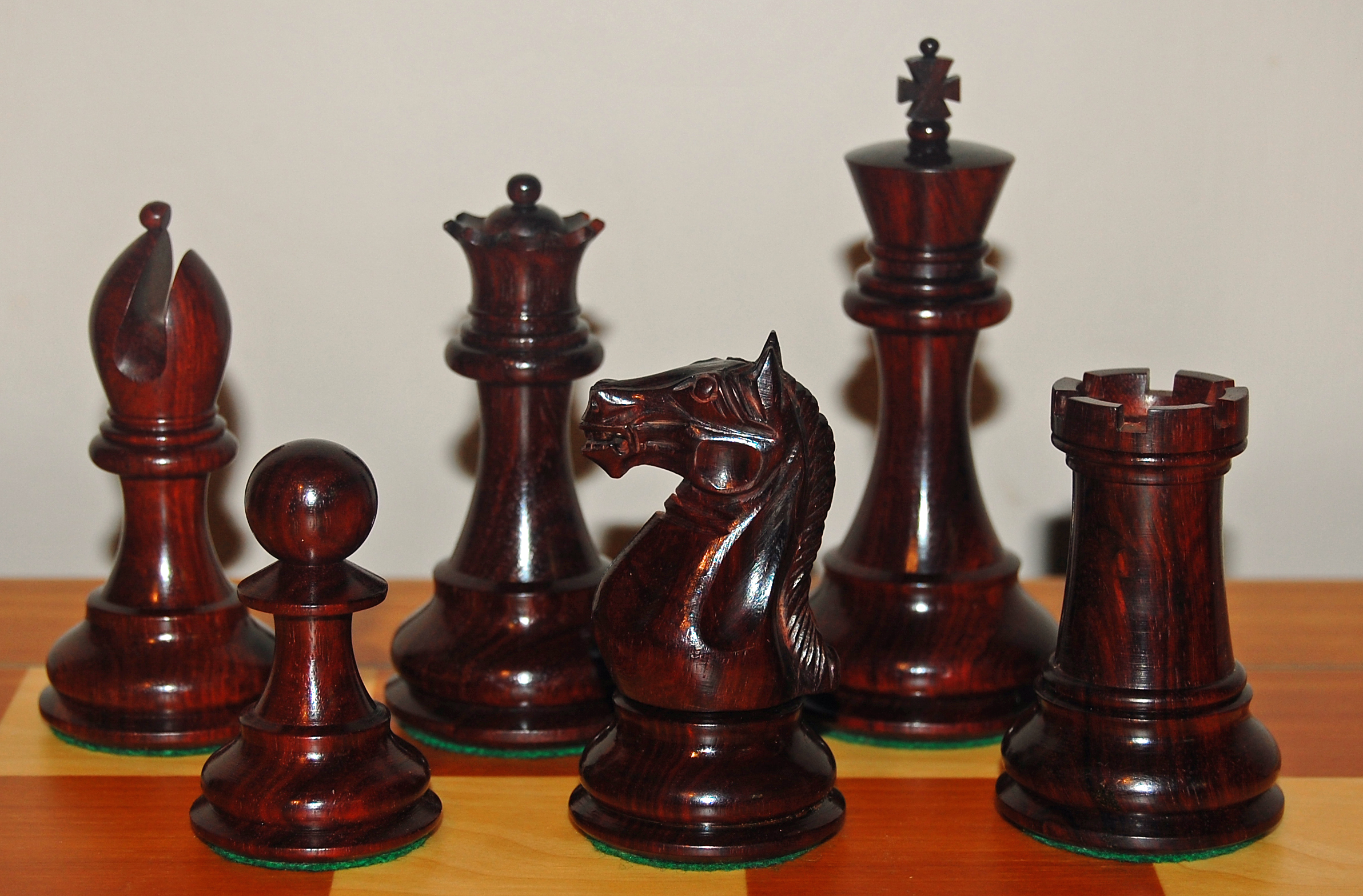
قطع الشطرنج من خشب الصندلان